# Tyler Mitchell (Musiker)
Tyler Mitchell (* 7. Oktober 1958) ist ein US-amerikanischer Jazzbassist.
Mitchell stammt aus Chicago, wo er Unterricht bei Donald Garrett und Malachi Favors hatte und mit Von Freeman und Sun Ra arbeitete. Er kam in den frühen 1980er-Jahren nach New York City und spielte in der dortigen Loft-Szene, in den folgenden Jahren auch mit Steve Grossman, Jon Hendricks, Jesse Davis, Shirley Horn und Art Davis. Im Bereich des Jazz war er zwischen 1984 und 2014 an 14 Aufnahmesessions beteiligt. Er verbrachte ein Jahrzehnt in Mexiko und reiste durch Kuba und Südamerika, bildete Gruppen mit mehreren Latin-Jazz-Musikern, bevor er Anfang der 2010er Jahre nach New York zurückkehrte und sich wieder mit dem Arkestra verband. Im Jazzclub Smalls entstand ein Livemitschnitt seiner Band mit Abraham Burton, Josh Evans, Spike Wilner und Eric McPherson (Live at Smalls, 2012). Mit Marshall Allen als Solist legte er 2022 die Alben Dancing Shadows und Sun Ra’s Journey Featuring Marshall Allen vor.